# 斯特里赛利大村
斯特里赛利大村（義大利語：Villagrande Strisaili），是意大利撒丁大区努奥罗省的一个市镇。总面积210.8平方公里，人口3441人，人口密度16.3人/平方公里（2009年）。ISTAT代码为105023。